# جريس الأطلس الصحراوي
جُرَيس الأطلس الصحراوي (باللاتينية: Campanula antiatlantica) نوع نباتي ينتمي إلى جنس الجريس من الفصيلة الجريسية. تضعه بعض المراجع كمرادف لنوع الجريس خيطي الساق (باللاتينية: Campanula filicaulis).

## الموئل والانتشار
موطنه المغرب العربي.